# Боровитинов, Михаил Михайлович
Михаил Михайлович Боровитинов (2 августа 1874, Сомово, Орловская губерния — ?) — русский юрист, правовед, специалист по уголовному праву. Камергер, действительный статский советник.

## Биография
Родился 2 августа 1874 года в селе Сомово, Орловская губерния. Отец — Михаил Михайлович Боровитинов, мать — Ольга Николаевна Небольсина. В их семье было ещё четверо детей: сыновья Евгений и Николай, дочери Софья и Калерия.
В 1896 году окончил юридический факультет Санкт-Петербургского университета и был оставлен для приготовления к профессуре.
С 1900 года преподавал в университете.
В 1901—1907 годах — приват-доцент, читал в Петербургском университете лекции по уголовному праву.
С 1905 года преподавал в Императорском училище правоведения по кафедре истории русского права.
С 1908 года занял в Императорском училище правоведения кафедру уголовного права. Был помощником начальника Главного тюремного управления.
C 1911 года — правитель канцелярии генерал-губернатора Финляндии.
В 1913—1917 годах — вице-президент Финляндского сената.
Во время Февральской революции 3 (16) марта 1917 года командующий Балтийским флотом А. И. Непенин по распоряжению министра путей сообщения Временного правительства Н. В. Некрасова арестовал финляндского генерал-губернатора Франца-Альберта Зейна и его ближайшего помощника М. М. Боровитинова и отправил их поездом в Петроград.
Зейн и Боровитинов находились в заключении в Петропавловской крепости. Весной 1917 года были освобождены из крепости по решению председателя ЧСК Муравьёва.
В 1918—1921 годах М. М. Боровитинов занимал должность профессора на кафедре уголовного права Петроградского университета. Читал специальный курс по кафедре криминальной науки и уголовного суда.
В 1927 году — Председатель правления ЖАКТа (Кирочная улица, 8). Осуждён по статье 58, п. 11. Приговор: 5 лет лишения свободы, 5 лет поражения в правах, за давностью наказанию не подвергать.
Реабилитирован в 1995 году.
Имя Михаила Михайловича Боровитинова, служащего треста «Водоканалпроект» можно найти в справочнике «Весь Ленинград» за 1933 год.

Семья:
Отец - Михаил Михайлович Боровитинов 01.07.1853
Мать- Ольга Николаевна Боровитинова (Небольсина)
Дети:

## Награды
- Орден Святой Анны 3-й степени.
- Знак Красного Креста.
- Медаль «За труды по первой всеобщей переписи населения».
- Медаль "В память 200-летия Полтавской битвы".
- Медаль «В память 300-летия царствования дома Романовых».

## Сочинения
- Статьи в «Журнале Министерства Юстиции», «Вестнике Права», «Праве» и пр.
- «Бродяжество по русскому праву» (СПб., 1905);
- «Детоубийство в уголовном праве» (СПб., 1905);
- «Николай Дмитриевич Сергеевский и его профессорская, научно-литературная и общественная деятельность» (СПб., 1910).